# A bérgyilkos, aki nem is volt
A bérgyilkos, aki nem is volt (eredeti cím: Hit Man) 2023-ban bemutatott amerikai romantikus bűnügyi filmvígjáték, amelyet Richard Linklater és Glen Powell forgatókönyvéből Linklater rendezett. A főbb szerepekben Powell, Adria Arjona, Austin Amelio, Retta és Sanjay Rao látható. 
Világpremierje a 80. Velencei Nemzetközi Filmfesztiválon volt 2023. szeptember 5-én. Az Amerikai Egyesült Államokban 2024. május 24-én került a mozikba, mielőtt a Netflixen június 7-én megjelent volna.

## Cselekmény
Gary Johnson nemrég vált el, egyedül él két macskájával, Iddel és Egóval New Orleansban. Filozófiaprofesszorként erkölcsi elméletekről tart előadásokat diákjainak, de mellékállásban egy beépített zsaru által tervezett bérgyilkosságok leleplezésére szakosodott bűnüldöző szervnél dolgozik technikusként. Miután a gyilkossági megbízást egyértelműen megkötötték és kifizették, letartóztatják azokat, akik az állítólagos bérgyilkost felbérelték. Amikor Jaspert, a bérgyilkos szerepét általában betöltő férfit kötelezettségszegés miatt szabadságra helyezik, a New Orleans-i rendőrség megkéri Garyt, helyettesítse őt, mert egy kicsit hasonlít az elbocsátott kollégára.
Garynek meglepően jól sikerül betöltenie a keletkezett személyi hiányosságot. Gary megbízható gyilkosnak mutatja magát az „ügyfelei” előtt. Különböző álnevekkel és háttértörténetekkel ellátva és új feladatában egyre nagyobb örömét lelve elkezdi álcázni magát, szakállat, parókát és kalapot visel, sebhelyeket vagy tetoválásokat fest a testére, szivart szív vagy orosz akcentussal beszél. Gary természetes tehetségnek bizonyul ahhoz, hogy az általa játszott karaktereket az egyes ügyfelekhez igazítsa.
Az egyik ilyen ügyfél a gyönyörű Madison Masters, aki kétségbeesetten szeretne megszabadulni zsarnoki férjétől. Ahelyett, hogy Madison beleesne a csapdába, Gary azt tanácsolja neki, egyszerűen váljon el a férjétől. Gary, aki ebben a munkában Ron-nak nevezi magát, határozottan szakszerűtlen módon viszonyba kezd vele. Amikor hirtelen egy valódi bűncselekmény kellős közepén találja magát, minden bizonyíték hozzá vezetődik.
Miután felismeri, hogy Gary Madison barátja, Ray kirohan a csapdából, és kijelenti, ő maga fogja megölni a lányt. Gary értesíti Madisont erről, és megpróbálja kiköltöztetni a házából, de a nő eloszlatja félelmeit, mondván, Ray nem fogja végigcsinálni. Gary később megtudja, hogy Rayt megölték. Konfrontálódik Madisonnal, aki végül beismeri a gyilkosságot, ami miatt a férfi pánikszerűen felfedi valódi kilétét.
Miután Madison kirúgja, Gary visszatér a rendőrségre, ahol kiderül, a nőre vonatkozó bizonyítékok gyűlnek, mivel Ray halála előtt megemelte az életbiztosítását. Jasper, aki tud Gary és Madison kapcsolatáról, és féltékeny arra, hogy a férfi elvette az állását, azt javasolja Garynek, Ron karakterét felhasználva próbáljon meg vallomást kicsikarni a lányból.
Gary bedrótozva érkezik Madison házához, és úgy tesz, mintha kihallgatná, miközben a telefonján begépelt színészi jeleket ad neki. Színjátékukkal meggyőzik a rendőrséget, hogy a lány ártatlan, de Jasper később megjelenik Madison otthonában, és megzsarolja őt és Garyt, hogy fizessék ki neki a pénzt, amit Madison Ray életbiztosításából örökölt, nehogy mindkettőjüket börtönbe küldje Ray meggyilkolásáért. Madison bedrogozza Jasper italát, amitől elájul, Gary pedig egy műanyag zacskót köt a fejére, és azt tervezi, hogy öngyilkosságnak állítja be a megölését.
Évekkel később Gary és Madison boldog házasságban élnek, két gyermekkel.

## Szereplők
| Szerep                   | Színész       | Magyar hang        |
| ------------------------ | ------------- | ------------------ |
| Gary Johnson professzor  | Glen Powell   | Hajdu Tibor        |
| Madison Figueroa Masters | Adria Arjona  | Törőcsik Franciska |
| Jasper                   | Austin Amelio | Király Attila      |
| Claudette                | Retta         | Makay Andrea       |
| Phil                     | Sanjay Rao    | Dévai Balázs       |
| Alicia                   | Molly Bernard | Laudon Andrea      |
| Ray                      | Evan Holtzman | Moser Károly       |

### Magyar változat
- Magyar szöveg: Egressy G. Tamás
- Hangmérnök: Nagy Márk
- Vágó: Haszon Janka
- Gyártásvezető: Szántai Szófia
- Szinkronrendező: Bartucz Attila

A szinkront a Budapest Audio készítette el.

## A film készítése
A 2022-es cannes-i filmvásár előtt a filmet bejelentették a nemzetközi forgalmazók számára, Richard Linklater rendezésében és forgatókönyvírásával, valamint Glen Powell főszereplésével és produceri közreműködésével. A forgatókönyvet – amely Skip Hollandsworth „Hit Man” című, 2001-ben a Texas Monthly-ban megjelent cikkén alapul – Richard Linklater és Glen Powell közösen írták, előbbi rendezőként, utóbbi színészként vett részt a produkcióban. A cikk Gary Johnson igaz történetét meséli el, aki egyetemi tanárként dolgozott, de a houstoni rendőrségnek is segített az 1980-as és 1990-es években, ál-gyilkosként beépülve leplezett le megbízókat. A film cselekményének nagy része azonban fiktív. Johnson 2022-ben elhunyt, a film pedig a stáblista előtt az alábbi szöveggel tiszteleg előtte: „Gary Johnsonnak ajánlva, 1947–2022.”
Az AGC Studios erős nemzetközi forgalmazási eladásokról számolt be a 2022-es torontói nemzetközi filmfesztiválon. Austin Amelio, Retta és Molly Bernard 2022 októberében csatlakoztak a szereplőgárdához. A forgatás 2022 októberében kezdődött New Orleansban, és novemberben be is fejeződött.

## Bemutató
A bérgyilkos, aki nem is volt világpremierje a 80. Velencei Nemzetközi Filmfesztiválon volt 2023. szeptember 5-én. Ezt követte az észak-amerikai bemutató a 2023-as Torontói Nemzetközi Filmfesztiválon volt szeptember 11-én. A filmet a 2023-as BFI Londoni Filmfesztiválon is vetítették 2023. október 6-án.
A Netflix a TIFF-en 20 millió dollárért megszerezte a film forgalmazási jogait az Amerikai Egyesült Államokban, az Egyesült Királyságban, Írországban, Ausztráliában, Új-Zélandon, Indiában, Dél-Koreában, Hongkongban, Malajziában, Vietnámban, Indonéziában, Szingapúrban, a Fülöp-szigeteken és Izlandon, ezzel ez lett a fesztivál és a 2023-as év legnagyobb filmes megállapodása, amelyet a tervek szerint a mozikban is műsorra tűztek. Az Egyesült Államokban 2024. május 24-én került a mozikba, majd 2024. június 7-től a Netflixen is elérhetővé vált.